# Bistum Poona
Das Bistum Poona (lateinisch Dioecesis Poonensis) ist eine römisch-katholische Diözese in Indien mit Sitz in Poona. Es ist eine Suffragandiözese des Erzbistums Bombay und besteht aus den Distrikten Pune, Satara, Solapur, Sangli und Kolhapur. Das Bistum Poona unterhält seit 1955 eine Partnerschaft mit dem bayerischen Bistum Eichstätt. Es ist die zweitälteste internationale Partnerschaft eines deutschen Bistums, nach der Partnerschaft zwischen den Erzbistümern Köln und Tokio (seit 1954).

## Geschichte
Das Apostolische Vikariat Poona wurde 1854 errichtet. Dessen Leitung, die Seelsorge und die Mission wurde den deutschen Jesuiten anvertraut. Es wurde am 1. September 1886 zum Bistum erhoben. Der Jesuit Bernard Beider-Linden wurde erster Bischof von Poona. Am 20. Oktober 1953 erhielt das Bistum die Distrikte Ratnagiri und Pune, die zuvor dem Erzbistum Goa unterstanden. Am 30. November desselben Jahres trat es mit den Distrikten Dharwar und Bijapur Teile seines Gebietes an das Bistum Belgaum ab. Der nächste Gebietsverlust erfolgte im Mai 1987, als das Bistum Nashik errichtet wurde und die Distrikte Nashik, Dhule, Jalgaon und Ahmadnagar erhielt. Im Juli 2005 trat das Bistum Gebiete an das neuerrichtete Bistum Sindhudurg ab und hat seitdem seine heutige Form. Das Bistum Poona besteht aus den Distrikten Pune, Satara, Solapur, Sangli und Kolhapur.
Vom 11. bis zum 14. Februar 2003 fand in Ishvani Kendra die erste Bistumssynode des Bistums Poona statt.

## Ordinarien

### Apostolische Vikare
Während seiner Zeit als Apostolisches Vikariat wurde der jeweilige Apostolische Vikar von Bombay als Apostolischer Administrator eingesetzt.
- Anastasius Hartmann (1854–1858; auch Apostolischer Vikar von Bombay)
- Alexis Canoz (1858–1860; auch Apostolischer Vikar von Madura und Coromandel und Apostolischer Vikar von Bombay)
- Walter Steins Bisschop (1860–1867; auch Apostolischer Vikar von Bombay)
- Leo Meurin (1867–1886; auch Apostolischer Vikar von Bombay)

### Bischöfe von Poona
- Bernhard Beiderlinden (1886–1907)
- Heinrich Döring(1907–1921)
- vakant (1921–1927)
- Heinrich Döring (1927–1948)
- Andrew Alexis D’Souza (1949–1967)
- William Zephyrine Gomes (1967–1976)
- Valerian D’Souza (1977–2009)
- Thomas Dabre (2009–2023)
- John Rodrigues (2023–2024, dann Koadjutorerzbischof von Bombay)
  - Sedisvakanz seit 30. November 2024